# Гервен
Гервен (нід. Herwen) — село в нідерландській провінції Гелдерланд, на кордоні з Німеччиною. Входить до муніципалітету Зевенар.
До 1818 року мало статус окремого муніципалітету.

## Галерея

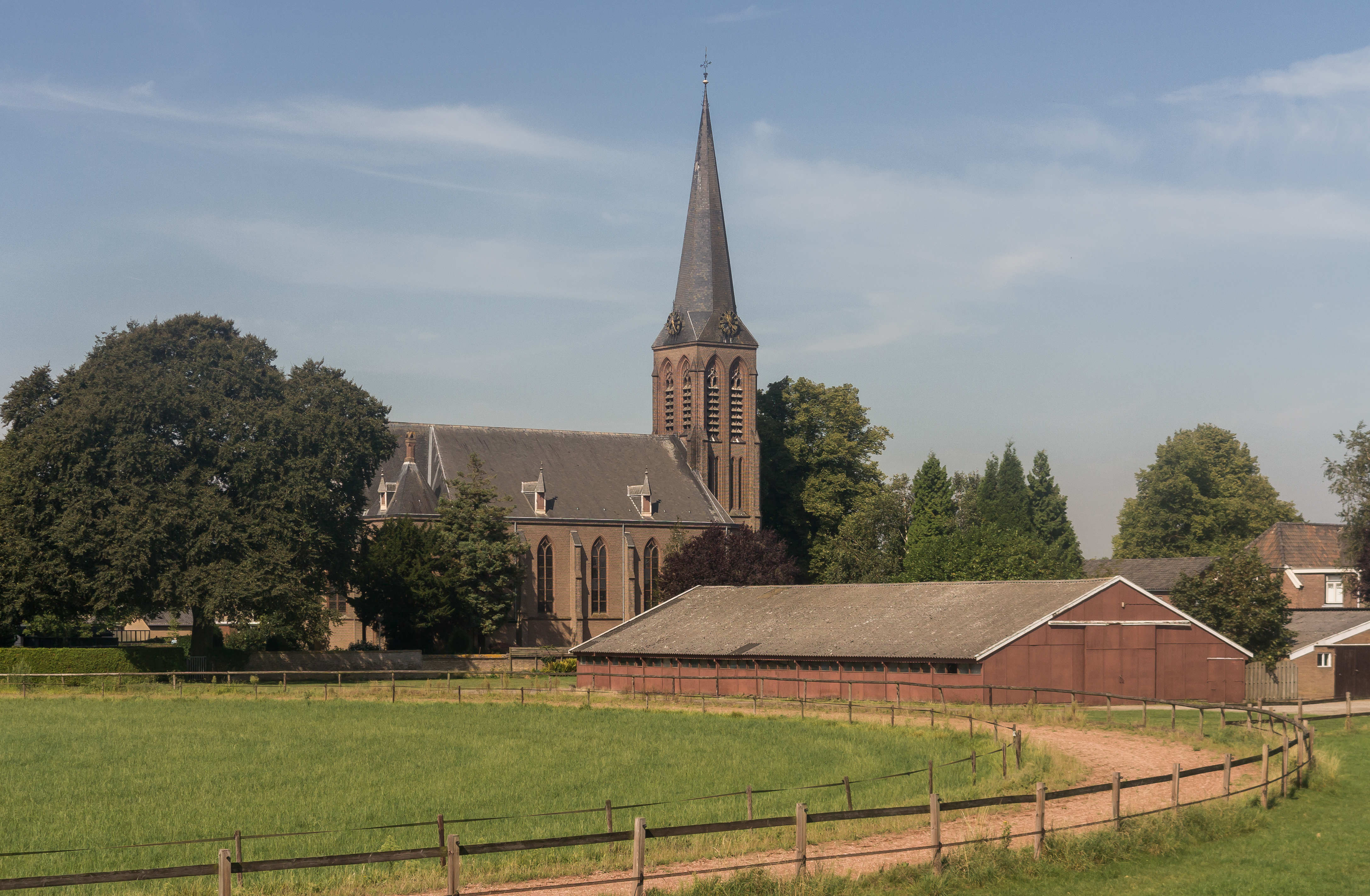
Церква св. Мартінуса
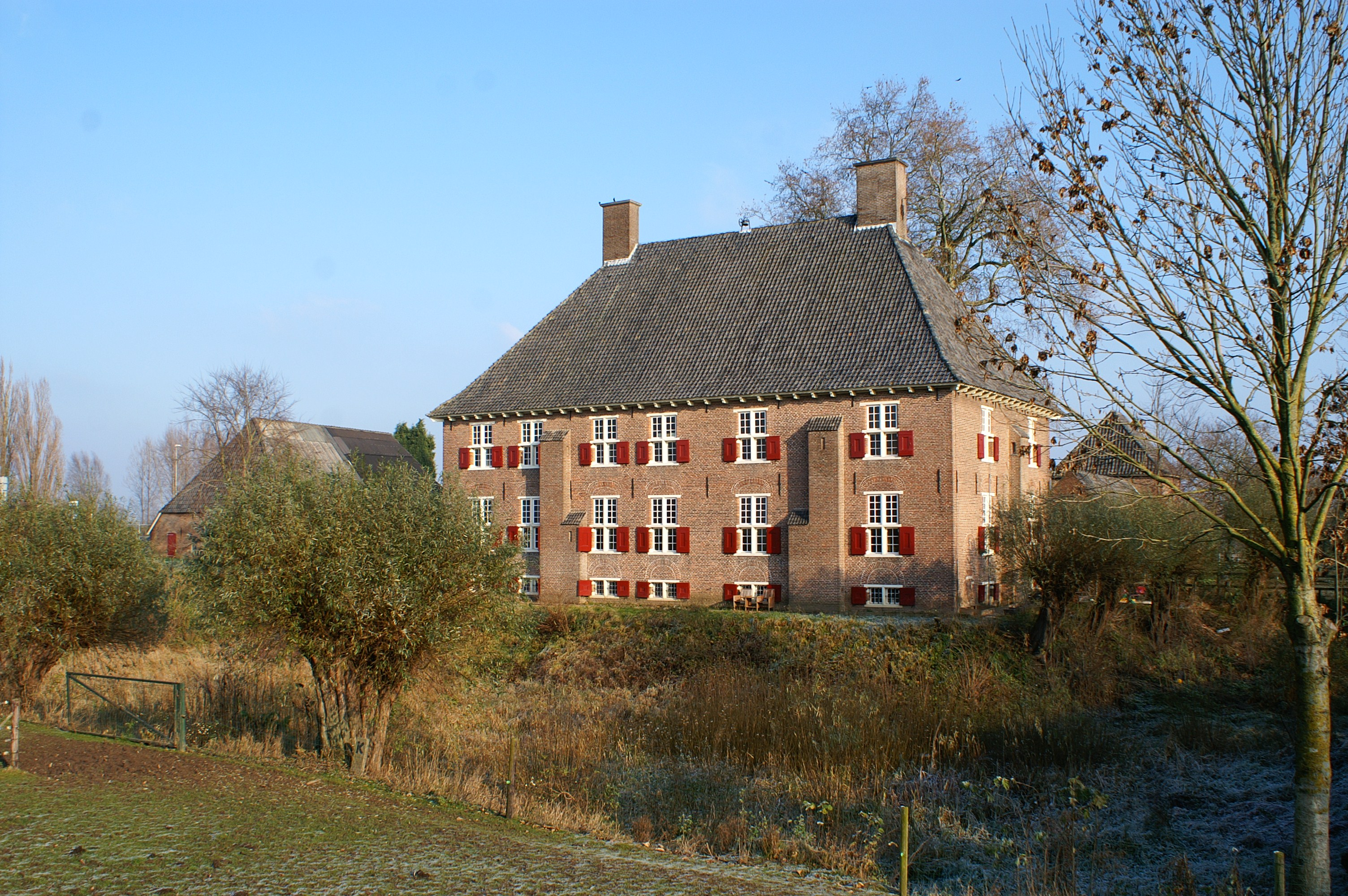
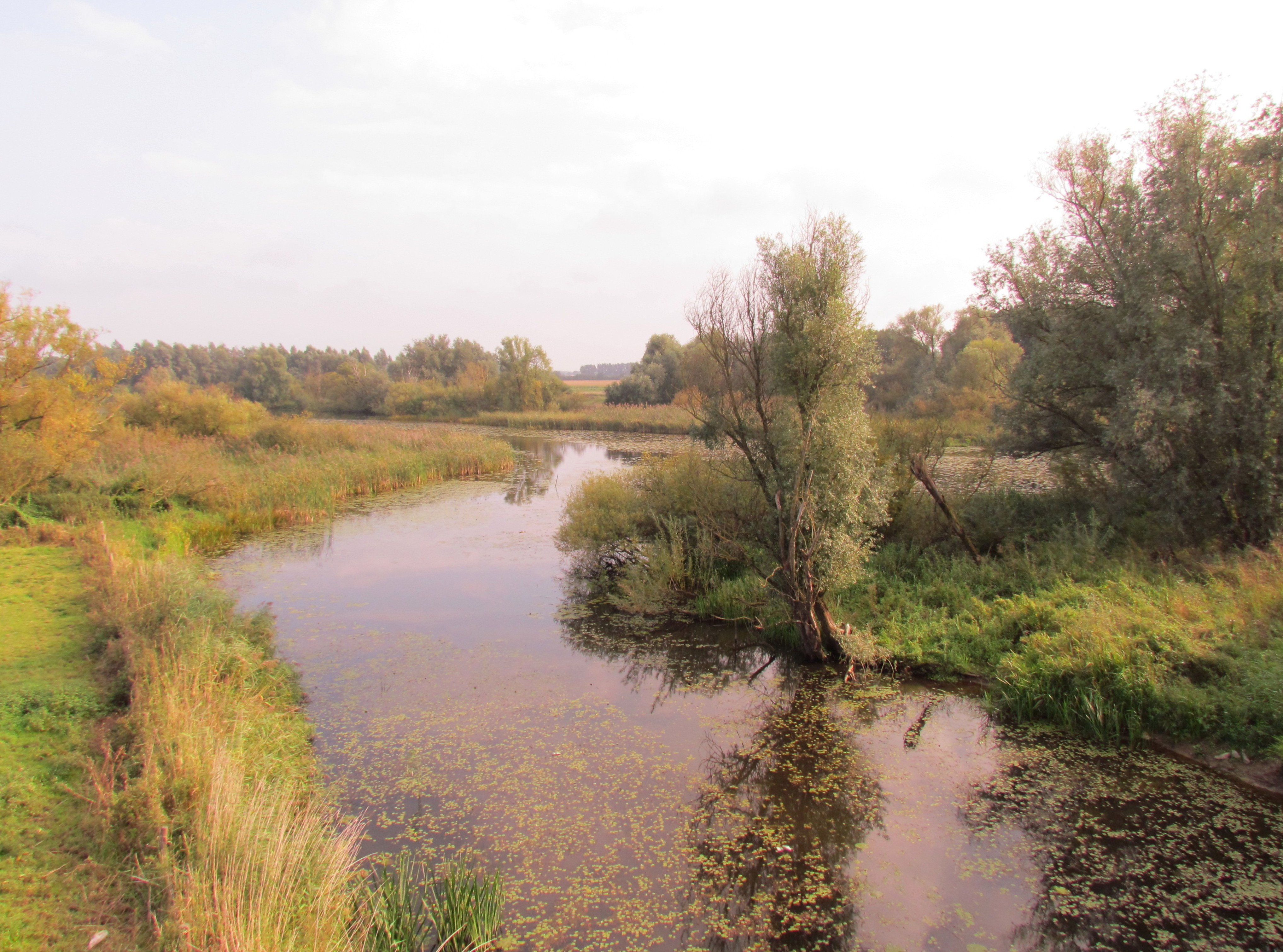
Течія Рейна поруч із селом